# Dišavno olje
Dišávna ólja, tudi etêrična ólja so kapljevine oljnega videza in otipa z izrazitim vonjem. Večinoma so rastlinskega izvora. Za razliko od rastlinskih olj za prehrano in tehnično uporabo, ki po kemijski sestavi sodijo med maščobe, so dišavna olja mešanica različnih snovi (zlasti teprenskih in fenilpropidnih spojin) in nimajo enotnih kemijskih značilnosti. Pri rastlinah so lahko prisotna v vseh organih, proizvajajo pa jih zlasti višje rastline, predvsem vrste iz družin ustnatic, nebinovk, lovorovk ... Nastajajo lahko v žleznih celicah na površini rastlinskih organov(rastline iz družine nebinovk, ustnatic ...), v oljnih celicah (npr. družina lovorovk), v sekretornih votlinicah (npr. družina mirtovk) ali v sekretornih kanalčkih (npr. družina kobulnic).
Značilnosti dišavnih olj so:
- hlapnost (uparjanje pri nizki temperaturi),
- močan, značilen vonj,
- topljivost v maščobah (lipofilnost),
- raznoterost sestave,
- manjša gostota kot pri vodi (izjema je na primer evgenol v nageljnovih žbicah),
- visok lomni količnik,
- optična aktivnost.

Nekaj znanih vrst:
- sivka
- čajevec
- limona
- poprova meta
- kadilna bosvelija

Dišavna olja praviloma izhlapijo brez oljnega madeža; ta je lahko posledica primešanja maščobnih olj.